# Cassius (groupe)
Pour les articles homonymes, voir Cassius.
Cassius est un duo français de musique électronique, actif entre 1988 et 2019. Il est composé de Philippe « Zdar » Cerboneschi et Hubert « Boombass » Blanc-Francard. Le duo est considéré comme l'une des figures emblématiques de la French touch, du fait de son succès international dans la seconde moitié des années 1990.

## Histoire

### Genèse
Étant tous les deux fans de hip-hop, ils proposent des musiques à MC Solaar et se retrouvent à participer à la production de quelques morceaux de son premier album, Qui sème le vent récolte le tempo, sous le nom de La Funk Mob. À la suite de leur participation à son second album, Prose combat, James Lavelle du label londonien Mo' Wax les repère et leur demande des instrumentaux « hip-hop bizaroïdes ». C'est sous le nom de La Funk Mob que le duo réalisa les EP Les Tribulations extra-sensorielles et Breaking Boundaries, Messing Up Heads, édités par le label britannique Mo' Wax en 1994, avant de remixer des morceaux pour entre autres Depeche Mode ou Björk.

### Albums
S'intéressant aux rythmes house, Zdar réalise l'album Pansoul en 1996 sous le nom de Motorbass, en compagnie d'Étienne de Crécy. Après avoir converti Hubert « BoomBass » à la house, ils composent leur premier morceau house, Foxxy Lady sous le patronyme L'Homme qui valait trois milliard$. Le disque a de bonnes critiques outre-Manche, il terminera dans le classement des 50 singles de l'année du magazine Mixmag[réf. nécessaire]. Le duo change de nom pour Cassius en référence au boxeur Cassius Clay et signe un contrat avec Virgin. En 1998, ils sortent leur premier single Cassius 99, qui se classe dans le Top 10 au Royaume-Uni. Quelques mois plus tard, en janvier 1999, ils sortent leur premier album 1999, mélange de house, hip-hop et funk ; le titre du disque est le même que celui d'un album de Prince. Avec plus de 250 000 exemplaires vendus dans le monde (dont 50 000 en France), l'album sera nommé aux victoires de la musique 2000.
En septembre 2002 sort leur deuxième album, Au rêve. L'album réunit de nombreux invités (comme Jocelyn Brown, Ghostface Killah ou M), est produit dans des grands studios américains, mais c'est un échec commercial. Hubert Boombass dira « Au Rêve c’est un peu notre Titanic… ». Malgré tout, le single The Sound of Violence se positionne en tête des classements dance aux États-Unis en décembre 2002. Il réalise un remix avec le groupe Indochine en mélangeant la chanson The Sound of Violence et Punker. Le remix s'appelle Sound of Punker.
En 2006 sort le troisième album patronyme de Cassius, 15 Again, qui marque le virage pop-rock du groupe. Cette fois aussi, l'album réunit de nombreux invités (comme Étienne de Crécy, M, Pharrell Williams, Sébastien Tellier, Guy-Manuel de Homem-Christo et Eric Chedevile avec Le Knight Club). En 2010, Cassius sort un nouvel EP sur le label Ed Banger Records, intitulé The Rawkers. Le single et son clip i <3 u so font un buzz sur internet, devenant même une application pour iPhone et étant repris par la suite dans une publicité pour automobile. 
En février 2014, Cassius est retourné en studio pour enregistrer son nouvel album Ibifornia. Le 16 septembre 2015, le duo annonce via sa page Facebook que son album sortira sur le label Interscope Records.

### Dissolution
En 2019, 20 ans après leur premier album, ils annoncent un 5e album, intitulé Dreems, dont la sortie est prévue pour le mois de juin. Le 19 juin 2019 dans la soirée, deux jours avant la sortie de l’album, Philippe « Zdar » Cerboneschi meurt à la suite d'une chute accidentelle du troisième étage de son immeuble. Il se trouvait sur son balcon quand le garde-corps a cédé, l'entraînant dans le vide. Il avait 52 ans. Le duo devait se produire à l'Olympia de Paris deux jours plus tard, durant la Fête de la musique.
Le 20 septembre 2019, Boombass sort un remix de Grand petit con interprété par -M-. Lors d'un entretien, en mai 2020, il déclare ne pas vouloir poursuivre Cassius seul. Le 14 mai 2020 il dévoile Pour que tu, qui est présent sur l'EP Le Virage, sorti le 5 juin 2020. Le 25 août 2021, Boombass publie un livre intitulé Boombass, une histoire de la French touch dans lequel il raconte sa carrière dans l'industrie musicale.

## Discographie

### Compilations
- 2011 : I Love Techno 2011 – Mix Album from Cassius
- 2024 : Best of 1996-2019

### Singles
- Foxxy (1996/1998, HBF/Justice)
- Cassius 1999 (décembre 1998, HBF/Justice)
- Feeling for You (mai 1999, Astralwerks)
- La Mouche (octobre 1999, Astralwerks)
- I'm a Woman (juin 2002, Astralwerks)
- The Sound of Violence (oct 2002, Astralwerks)
- Toop Toop (2006)
- Youth, Speed, Trouble, Cigarettes. (2009)
- The Rawkers (2010, Ed Banger Records)
- I <3 U So (2010, Ed Banger Records)

### Samples utilisés
- Feeling For You : Gwen McCrae - All this Love that I'm Giving
- Foxxy : Willy Hutch - Foxy Brown Theme
- Nulife : Dynamic Corvettes - Precious Woman
- Cassius 99 : Donna Summer - [If It] Hurts Just a Little
- La Mouche : Candido - Thousand Finger Man
- Crazy Legs : Two Sisters - B-Boys Beware
- Interlude : Players Association - Disco Inferno
- Planetz : The Whispers - The Planets of Life
- I <3 u so : Sandra Richardson - I Feel a Song (In My Heart)
- Arcadine : Roberta Flack & Donny Hathaway - I (Who Have Nothing)
- See Me Now et 20 Years (How Do You See Me Now) : Extortion feat. Dihan Brooks - How Do You See Me Now

### Productions pour d'autres artistes
- MC Solaar – Nouveau Western, avec Jimmy Jay (1993)
- MC Solaar – Obsolète, avec Jimmy Jay (1994)
- Sinclair – Tranquille (1994)
- Melaaz – Je marche en solitaire (1995)
- MC Solaar – La Concubine de l'hémoglobine, avec Jimmy Jay (1995)
- MC Solaar – Paradisiaque (1997)
- Phoenix – United (2000)
- Cut Copy – Bright Like Neon Love (2004)
- Phoenix – Wolfgang Amadeus Phoenix (2009)
- Chromeo – Business Casual (2010)
- Two Door Cinema Club – Tourist History (2010)
- The Rapture – In the Grace of Your Love (Philippe Zdar) (2011)
- Housse de Racket – Alesia (2011)
- Kindness – World, You Need a Change of Mind (2012)
- OneRepublic – Burning Bridges (2013)
- OneRepublic – Something's Gotta Give (2013)
- OneRepublic – Oh My My (2016)
- Franz Ferdinand – Always Ascending (Philippe Zdar) (2018)
- Hot Chip – A Bathfull of Ecstasy (Philippe Zdar) (2019)

### Classements
| Année | Album    | Position, | Position, | Position, |
| Année | Album    | France    | Norvège   | Suède     |
| ----- | -------- | --------- | --------- | --------- |
| 1999  | 1999     | 31        | 30        | 49        |
| 2002  | Au Rêve  | 54        | -         | -         |
| 2006  | 15 Again | 44        | -         | -         |

## Distinctions
Nommé aux Victoires de la musique en 2000 pour 1999, dans la catégorie Album Nouvelles tendances et en 2017 pour le clip de The Missing, dans la catégorie Clip,.